# South Williamson
South Williamson es un lugar designado por el censo ubicado en el condado de Pike en el estado estadounidense de Kentucky. En el Censo de 2010 tenía una población de 602 habitantes y una densidad poblacional de 117,63 personas por km².

## Geografía
South Williamson se encuentra ubicado en las coordenadas 37°39′48″N 82°17′16″O / 37.66333, -82.28778. Según la Oficina del Censo de los Estados Unidos, South Williamson tiene una superficie total de 5.12 km², de la cual 5.12 km² corresponden a tierra firme y (0%) 0 km² es agua.

## Demografía
Según el censo de 2010, había 602 personas residiendo en South Williamson. La densidad de población era de 117,63 hab./km². De los 602 habitantes, South Williamson estaba compuesto por el 91.69% blancos, el 0.66% eran afroamericanos, el 0% eran amerindios, el 3.65% eran asiáticos, el 0% eran isleños del Pacífico, el 2.66% eran de otras razas y el 1.33% pertenecían a dos o más razas. Del total de la población el 4.32% eran hispanos o latinos de cualquier raza.